# Max Mok
Max Mok, de son vrai nom Mok Siu-chung (莫少聰, né le 2 décembre 1962), aussi connu sous le nom de Benny Mok, est un acteur et chanteur hongkongais connu pour son rôle de Leung Fu dans la série de films Il était une fois en Chine, après avoir remplacé Yuen Biao qui tenait le rôle dans le premier film.

## Biographie
Dans les années 1980, Mok joue l'agent d'Interpol dans Magic Crystal (1986) aux côtés d'Andy Lau, Cynthia Rothrock et Richard Norton. Il joue le deuxième membre du commando du colonel Young dans Eastern Condors (1987) avec Sammo Hung, Yuen Biao, Joyce Godenzi, Yuen Wah, Billy Chow, Corey Yuen et Yuen Woo-ping.
Dans les années 1990, Mok remplace Yuen Biao dans la série des Il était une fois en Chine. Il interprète ainsi Leung Fu dans Il était une fois en Chine 2, 3, 4 et 5 aux côtés de Jet Li, Rosamund Kwan et Vincent Zhao. Après le cinquième volet, Mok ne joue pas dans Il était une fois en Chine 6 et personne ne le remplace.
Dans les années 2000, Mok joue Suk Gwat dans le film Infernal Unfairs (2004) avec Shawn Yue. Il joue Grands yeux dans Run Papa Run (en) (2008) avec Louis Koo et Nora Miao.

## Vie privée
Mok est arrêté à Pékin le 15 avril 2011 pour consommation de drogue, encourant au moins 10 jours de détention et une amende.

## Filmographie
- Usurpers of Emperor's Power (1983) ... Prince de Zhao
- The Lady Assassin (1983) ... 14e Prince
- The Enchantress (1983) ... Feng Xiwu
- Holy Flame of the Martial World (1983) ... Yin Tien-chu
- Thunderclap (1984)
- My Mind, Your Body (1985)
- Journey of the Doomed (1985) ... Swallow 13
- Magic Crystal (1986) ... Agent d'Interpol
- Eastern Condors (1987) ... Soldat assis dans l'aire de rassemblement
- Hero of Tomorrow (1988) ... Crow Yeung Tin-shin
- The Dragon Family (1988) ... Chung
- Three Wishes (1988) ... Sing
- Lai Shi, China's Last Eunuch (1988) ... Liu Lai-shi
- Faithfully Yours (1988) ... Grands Yeux/Ki Ho-yan
- Blood Call (1988)
- Close Escape (1989) ... Lam Wai-leung
- Long Arm of the Law 3 (1989) ... Cœur de poulet
- Path of Glory (1989) ... Stanley Tang
- Hearts No Flowers (1989) ... Paul Poon On-dah
- Pedicab Driver (1989) ... Malted Candy
- Seven Warriors (1989) ... Yung
- Little Cop (1989) ... Mei Yen-xin
- City Kids 1989 (1989) ... Chow Chor-San
- Lucky Star (1989)
- Ghost Fever (1989) ... Hui Zen
- Lung Fung Restaurant(1990) ... Lung Ching
- The Outlaw Brothers (1990) ... Bond
- That's Money (1990)
- Never Say Regret (1990) ... Jimmy
- The Fortune Code (1990) ... Petit Bonbon
- Whampoa Blues (1990) ... Luo Ying-cong
- An Eye for an Eye (1990) ... Chung
- Family Honor (1990) ... Chung
- No Way Back (1990)
- Son on the Run (1991) ... Hung Long
- Off Track (1991) ... Joe
- Mission of Condor (1991) ... Chow Man/Stephen
- Sisters in Law (1992) ... Tsui Tung
- Night Life Hero (1992) ... Chung
- Il était une fois en Chine 2 : La Secte du lotus blanc (1992) ... Leung Fu
- Summer Lover (1992) ... Chung
- The Twilight of the Forbidden City (1992) ... Loy Hay/Eunuque Chun Lu
- Secret Signs (1993) ... Yung Wing-kam
- Slave of the Sword (1993) ... Eunuque Li
- Il était une fois en Chine 3 : Le Tournoi du Lion (1993) ... Leung Fu
- Il était une fois en Chine 4 : La Danse du dragon (1993) ... Leung Fu
- Angel of the Road (1993)
- The Assassin (1993) ... Wang Kou
- No Regret, No Return (1993) ... Victor
- Fait Accompli (1994) ... Wong Chun-wai
- Lantern (1994)
- Il était une fois en Chine 5 : Dr Wong et les pirates (1994) ... Leung Fu
- Gambling Baron (1994) ... Chen Chun
- How Deep Is Your Love (1994) ... Joe
- Fire Dragon (1994) ... Yuen Ming
- Heart of Killer (1995) ... Gung Gwan
- Dangerous Duty (1996) ... Chung
- Top Borrower (1997)
- Happy Together (1997) ... Chow Lik-ping
- Nightmare Zone (1998) ... Simon Chu/Ho Sun [2 rôles]
- The Doctor in Spite of Himself (1999) ... l'espions Pak Yeung
- The Golden Nightmare (1999) ... Prof. Li Kuo Wan
- One Drop of Blood Per Step (2000)
- D7 SDU (2000)
- Romancing Bullet (2000) ... AK
- Forever Love (2001)
- Revenge (2002) ... Ah Jun
- Crazy Guy (2002)
- No Place to Go (2003)
- Star Runner (2003) ... Bullshit Bill
- Resistless Mission (2004)
- Cho Tai Yan Yuan (2004)
- Love Is a Many Stupid Thing (2004) ... Fantôme
- In the Blue (2006)
- Si Da Jin Chai (2007)
- Run Papa Run (2008) ... Big Eyes
- Super Player (2010) ... Martial arts hero
- Just Try Me (2012) ... Doctor
- 7 Assassins (2012) ... Chen Mu Bai
- Fox Fairy (2012)
- Careful Man Without a Shadow (2013)
- Desperado (2014)
- The Gift of the Life (2014)
- The Apparition (2016)

### Télévision
- Dynasty (1980)
- Operation Nuwa (1981)
- Ode to Gallantry (1985)
- Wong Fei Hung Series (1995)

## Discographie

### Albums
| Album | Titre        | Langue    | Année de sortie | Label(s) |
| ----- | ------------ | --------- | --------------- | -------- |
| 1er   | 半个情人     | Mandarin  | Janvier 1992    | 可登唱片 |
| 2e    | 還是愛妳     | Cantonais | 1993            | 艺能动音 |
| 3e    | 與你相逢     | Mandarin  | 1994            | 金点唱片 |
| 4e    | 牽絆一生的愛 | Mandarin  | 1994            | 金点唱片 |
| 5e    | 你在九月离开 | Mandarin  | Septembre 1995  | 可登唱片 |

## Récompenses
| Année | Prix                                                                                         |
| ----- | -------------------------------------------------------------------------------------------- |
| 1984  | - Hong Kong Film Awards : Nommé au nouveau meilleur acteur (Holy Flame of the Martial World) |
| 1989  | - Hong Kong Film Awards : Nommé au meilleur acteur (Lai Shi, China's Last Eunuch)            |